# 嘉和遮體
嘉和遮體位於台灣屏東縣枋山鄉，是臺灣鐵路南迴線的一座假隧道，和與臺灣鐵路縱貫線北段的山佳隧道皆為人工加蓋之隧道，位置在加祿車站和內獅車站之間，全長1,180公尺。

## 緣由
中華民國海軍、中華民國空軍過去在西元1960－1990年代曾以鄰近平埔靶場為實兵實彈射擊岸轟訓練靶場，交通部臺灣鐵路管理局（臺灣鐵路公司的前身）過去為了防止臺鐵列車遭到中華民國國軍砲彈誤擊，故興建此掩體隧道，此隧道的結構經過強化。但在正式通車前，中華民國國防部已將國軍實兵實彈射擊演習訓練靶場移駐保力山靶場，此隧道因此失去原有作用。嘉和遮體為全臺鐵路系統中唯一建於平地的隧道，於1991年9月竣工。因阻擋西南風吹入，導致芒果植栽通風不佳，生長不良，而引起村民埋怨，被認為是一項錯誤的工程設計，但也因為這條假隧道而降低列車因落山風而脫軌的機率 。

## 資料來源
1. ↑  黃金歲月五十年-黃宏基將軍憶往,第19頁,國防部史政編譯室編印,民國96年（繁體中文）
2. ↑  台灣地區地名查詢系統-南迴鐵路嘉和遮體[永久]